# Johann I. (Anhalt)
Johann I. Fürst von Anhalt-Bernburg († 5. Juni 1291) war ein deutscher Landesfürst aus dem Geschlecht der Askanier.

## Leben
Johann I. war der älteste Sohn des Fürsten Bernhard I. von Anhalt-Bernburg und der Sophie, Tochter von König Abel von Dänemark. Nach dem Tod des Vaters im Jahr 1287 wurde das Erbe – wie im Hause der Askanier üblich – unter den Söhnen aufgeteilt. Johann regierte das Fürstentum Anhalt-Bernburg daraufhin gemeinsam mit seinem jüngeren Bruder Bernhard II. Die jüngeren Brüder, Albrecht und Heinrich widmeten sich dem geistlichen Stande und verzichteten auf alle Ansprüche. Rudolf, der jüngste Sohne Bernhards I., lebte zum Todeszeitpunkt des Vaters möglicherweise bereits selbst nicht mehr.
Johann blieb zeitlebens unverheiratet und kinderlos. Nach seinem Tod im Jahr 1291 wurde sein Bruder und Mitregent Bernhard II. alleiniger Herrscher in Anhalt-Bernburg.